# Burbuja inmobiliaria de Florida en los años 1920

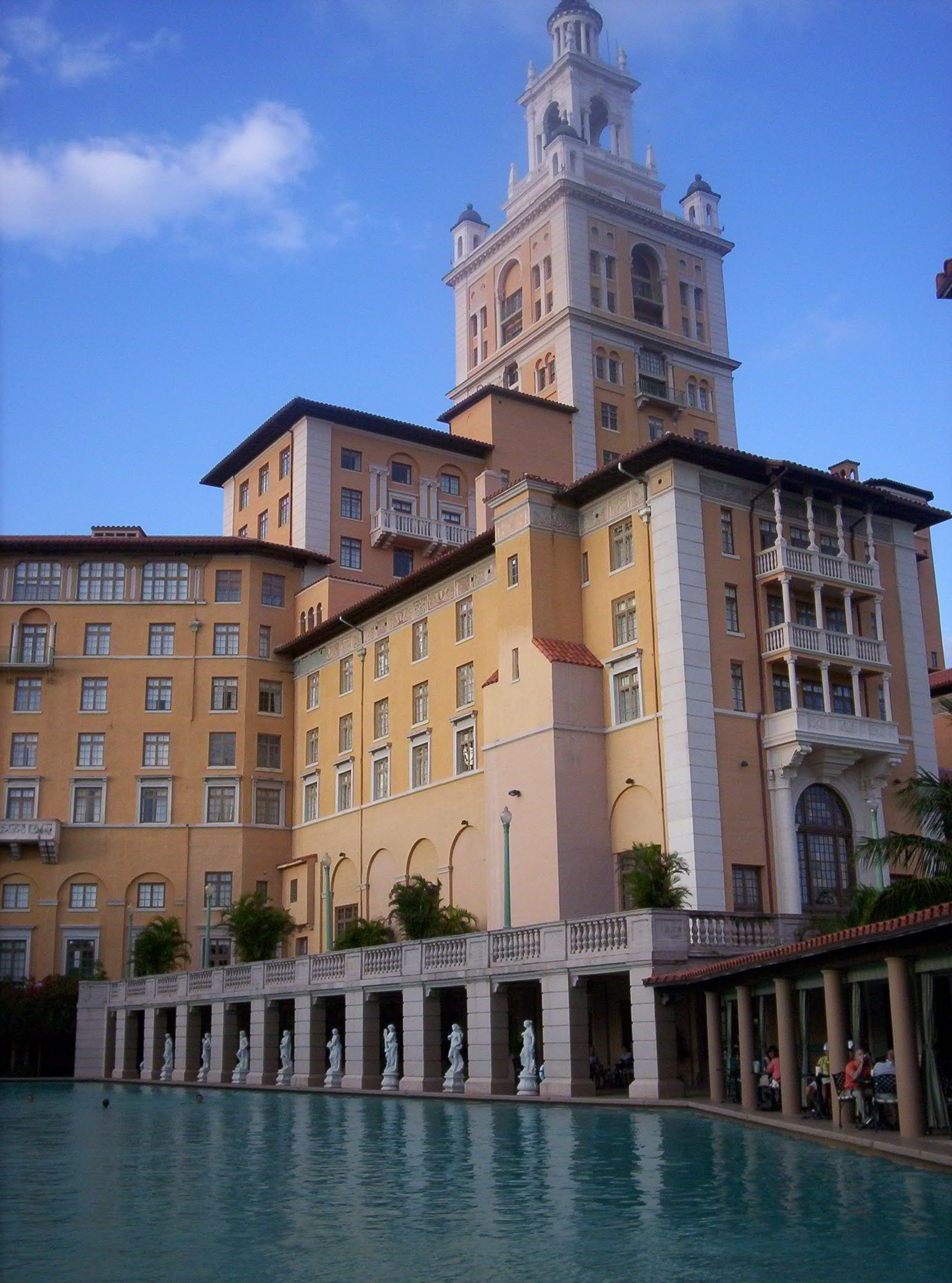
El hotel Biltmore de Coral Gables, inaugurado en 1926, característico por su elegante reproducción a tamaño natural de la Giralda de Sevilla

El Boom inmobiliario de Florida de los años 1920 fue un fenómeno especulativo que tuvo lugar en Florida en los primeros años de esa década y cuya explosión tuvo lugar en 1925, dejando tras ella ciudades completas surgidas de la nada y los restos de promociones fallidas tales como Isola di Lolando, un proyecto de isla artificial al norte de Bahía Biscayne que había sido vendido "sobre plano" en su totalidad a multitud de inversores incluso antes de iniciarse los trabajos de cimentación de la isla en el fondo marino. Su historia ofrece muchos paralelismos con la reciente burbuja inmobiliaria, incluyendo factores como la existencia de especuladores externos, el acceso de los compradores a un crédito fácil y un rápido incremento de los precios de los inmuebles.
A comienzos de la década de 1920, la prosperidad económica de Florida había sentado las condiciones para una burbuja inmobiliaria. Miami disfrutaba de una imagen de paraíso tropical e inversores externos de todos los EE. UU. empezaron a interesarse por sus terrenos. Debido en parte al talento como publicistas de promotores como Carl G. Fisher, de Miami Beach, que se hizo famoso por contratar un gigantesco anuncio luminoso que proclamaba "Es junio en Miami" en la céntrica Times Square de Nueva York, los precios inmobiliarios subieron rápidamente y se desató un boom especulativo y de construcción.
Para enero de 1925 los inversores comenzaron a ver noticias negativas sobre las inversiones en Florida. La revista Forbes advirtió a sus lectores de que los precios del terreno en Florida estaban basados solamente en la expectativa de encontrar un comprador y no en realidades tangibles. Los bancos de Nueva York y la agencia gubernamental I.R.S.comenzaron a considerar el boom inmobiliario de Florida como una gigantesca ilusión. Los especuladores que se beneficiaban de comprar y revender propiedades con enormes beneficios comenzaron a tener problemas para encontrar compradores. La inevitable explosión de la burbuja había comenzado.
El 10 de enero de 1926 el gigantesco velero Prinz Valdemar zozobró en la bocana del puerto de Miami. El antiguo barco se dirigía allí para ser convertido en un hotel flotante. Su pecio bloqueó el acceso al puerto de Miami durante semanas, dañando la imagen boyante de la ciudad e incrementando las dificultades en las rutas de comunicación de Florida con el exterior.
Las compañías de ferrocarril, que ya estaban sometidas a fuerte presión por el incremento del tráfico de materiales de construcción, incrementaron sus tarifas. En octubre de 1925, con las redes ferroviarias amenazadas con colapsarse, se negaron a transportar hasta Florida otras mercancías que no fueran alimentos, lo que originó un espectacular incremento del coste de la vida en dicho estado. Los nuevos compradores no llegaron, y la escalada de precios y las transacciones aceleradas de propiedades (que llegaban a ser adquiridas y vendidas de nuevo hasta diez veces al día) que sustentaban la burbuja se desinfló.

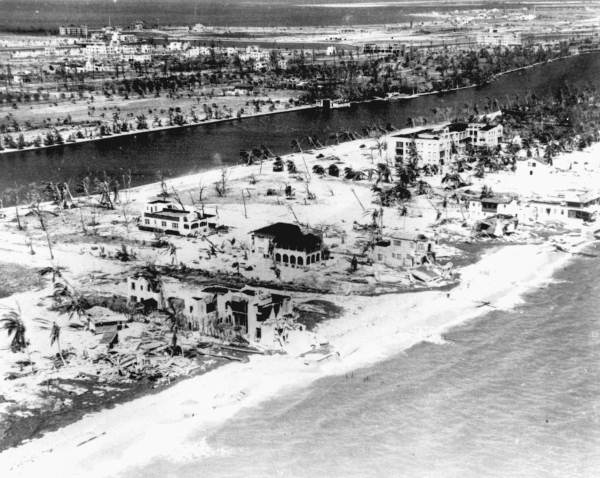
Efectos del huracán de 1926 en Miami Beach

Al año siguiente (1926) un huracán asoló la zona, llevando a la bancarrota a proyectos urbanísticos como Isola di Lolando. Otro huracán en 1928 y el Crack Bursátil de 1929 ahondaron la tendencia recesiva, que se fundió con la Gran Depresión que pronto se adueñaría de todo el país. Un año después una plaga de moscas Ceratitis capitata profundizó la crisis del sector turístico y agrícola. La economía del estado no se recuperaría hasta la Segunda Guerra Mundial.[cita requerida]

## Relacionados
George E. Merrick